# Emilie Mechelin
Johanna Sofia Emilie Mechelin, née le 8 avril 1838 à Hamina et morte le 22 décembre 1917 dans cette même ville, est une cantatrice soprano finlandaise. Elle fut la première professeure de chant au Collège de musique d'Helsinki à se produire dans un opéra au Théâtre suédois. Elle a ensuite une longue carrière en tant que professeure de chant privé pour de nombreux chanteurs d'opéra finlandais.

## Biographie
La famille Mechelin est d'origine belge.
Le père d’Emilie Mechelin est Gustaf Johan Mechelin (1807–1863), inspecteur des enseignements du corps des cadets de Finlande, docteur en philosophie et conseiller d'État. La famille n'est pas riche. Son oncle Henrik Adolf Mechelin sera sénateur. Sa mère Amanda Sofia Costiander vient de la bourgeoisie de langue allemande de Viipuri. En famille ils parlent allemand et suédois,. Elle grandit dans une famille de cinq enfants, deux filles et trois fils dont elle est l'aînée. L'un des frères d'Emilie, Leo Mechelin, eut une importante carrière d'homme d'État en Finlande,.
Emilie Mechelin a une voie claire et agile, bien que peu puissante pour une soprano. Elle étudie le chant au Conservatoire national de musique et de déclamation à Paris de 1865 à 1867 avec pour professeurs Gustave-Hippolyte Roger, Pauline Viardot-Garcia et Jean-Jacques Masset,. Elle part en Allemagne étudier puis revint à Paris terminer ses études au Conservatoire de 1869 à 1870. De 1873 à 1874, elle continue d’étudier à Stockholm sous la tutelle de la cantatrice soprano suédoise Signe Hebben,,.
Ses récitals incluent d'autres artistes tels que le violoniste Johan Lindberg, Richard Faltin ou Martin Wegelius. Mechelin part pour sa première tournée de concerts en 1868 après son retour de Paris en Finlande. Elle devient célèbre en 1869 après avoir joué à Helsinki au théâtre Arkadia en finlandais. Elle atteint le sommet de sa carrière dans les années 1870 lorsqu'elle chante au théâtre suédois "Nya Teatern (Nouveau Théâtre)". Elle incarne Martha, le rôle principal de l'opéra Martha de Friedrich von Flotow,, ainsi que dans les opéras Der Freischutz et The Wives of Windsor. Elle se produit également à Oslo.
Au début de sa carrière de cantatrice, Mechelin enseigne également le chant privé. Ses étudiants sont, entre autres, Emmy Strömer (Achté), Ida Basilier-Magelssen, Emma Engdahl-Jägerskiöld, Adée Flodin, Abraham Ojanperä, et Filip Forstén. En 1882, Mechelin devient la première professeure de chant au Collège de musique d'Helsinki (maintenant Académie Sibelius), fondé la même année. Elle occupe ce poste jusqu'en 1885. En 1885, elle s'installe à Kristiania en Norvège (aujourd'hui Oslo) et plus tard à Stockholm, où elle passe les deux années suivantes à enseigner et à donner des concerts. En 1888, elle retourne de nouveau à Helsinki et y travaille comme professeur de chant privé jusqu'en 1902,.
Emilie Mechelin meurt dans sa ville natale de Hamina le 22 décembre 1917,.